# ساوت بروکسویل (فلوریدا)
ساوت بروکسویل (به انگلیسی: South Brooksville) یک منطقهٔ مسکونی در ایالات متحده آمریکا است که در شهرستان هرناندو، فلوریدا واقع شده‌است. ساوت بروکسویل ۴۷٫۹ کیلومتر مربع مساحت و ۴٬۰۰۷ نفر جمعیت دارد و ۳۵ متر بالاتر از سطح دریا واقع شده‌است.